# Andrej Ivanovics Hotyejev
Andrej Ivanovics Hotyejev (oroszul: Андрей Иванович Хотеев; Leningrád, 1946. december 2. – 2021. november 28.) orosz zongoraművész. Családjával Németországban élt.

## Pályafutás
Andrej Hotyejev Leningrádban született, a Szovjetunióban. Már 5 éves korában felfigyeltek különleges tehetségére. 1965-től a Leningrádi Konzervatórium növendéke lett, ahol Nathan Perelman tanítványa volt 1971-ig. 1983-tól a moszkvai konzervatóriumban folytatta tanulmányait Lev Naumov irányításával. 1985-ig.
1983-ban kezdte meg szólókarrierjét. Szólókarrierje 1990-ben kapott lendületet, és ettől kezdve a Európa számos pontján tartott emlékezetes fellépéseket, olyan karmesterek vezényletével, mint Thomas Sanderling, Vlagyimir Fedoszejev, Andrej Borejko, Eri Klas, Avi Ostrovski, Woldemar Nelsson, Pawel Kogan, Rawil Martynow, Wladislav Tchernushenko vagy Vladimir Altschuller. Játékát több ízben hasonlították már a nagy orosz előd, Szvjatoszlav Richter játékához. 1993 elején európai turnét tett Oroszországban, Nagy-Britanniában, Németországban, Belgiumban és Spanyolországban.

## Díjak
- The best-list of the German Record Critics' Award 4/2014[7]
- "5 de Diapason" 2015[8]

## Diszkográfia

### CD-k
- Tchaikovsky: Piano Concert No. 3/Dumka 1993, Accord
- Tchaikovsky: The four piano concertos, Hungarian Gypsy Melodies, Allegro c-moll in original version. 3 CDs, 1998, KOCH-Schwann
- Russian songs: Rachmaninoff: 10 songs; Mussorgsky: Songs and Dances of Death; Scriabin: Piano Sonata No. 9 Black Mass; with Anja Silja, soprano. Recording: Berlin, Jesus Christus Kirche, 2009, RCA Red Seal (Sony Music)
- Tchaikovsky/Rachmaninoff: Sleeping Beauty/Dornröschen. Great Ballet-Suite for piano for four hands. Andrej Hoteev and Olga Hoteeva, piano. 2012, NCA
- “Pure Mussorgsky”: Pictures at an Exhibition & Songs and Dances of Death - played from the original manuscripts; Andrej Hoteev(piano) and Elena Pankratova(soprano). Berlin classics / Edel 2014[9]
- Richard Wagner„Declarations of Love. Complete piano works and piano songs for Mathilde Wesendonck  and Cosima Wagner |:“Wesendonck- Sonata” Piano Sonata in a flat WWV 85 – “Sleepless”Music Letter for piano in G  - “Schmachtend”Piano Elegie for Cosima in A-flat - Wesendonck-Lieder 1. Version,1857/58 - “Fhour Fhite Songs“,1868. Andrej Hoteev, piano; Maria Bulgakova, soprano Hänssler Classic HC16058  2017[10]

### DVD-k
- Mussorgsky: Pictures at an Exhibition, 2001
- Sergei Prokofiev: Piano Sonata No. 6. (Op. 82), 2003